# The Black Sabbath Story Volume 2
The Black Sabbath Story Volume 2 är en DVD av heavy metal-bandet Black Sabbath inspelad 1980-1990.

## Innehåll
1. Die Young
2. Neon Knights
3. Trashed
4. Zero the Hero
5. No Stranger to Love
6. The Shining
7. Headless Cross
8. Feels Good to Me
9. TV Crimes